# Dagmar Mair unter der Eggen
Dagmar Mair unter der Eggen (Brunico, 22 december 1974) is een voormalig snowboardster uit Italië. Ze vertegenwoordigde haar vaderland op de Olympische Winterspelen 1998 in Nagano en de Olympische Winterspelen 2002 in Salt Lake City.

## Resultaten

#### Olympische Winterspelen
| Jaar | Plaats         | Resultaten              |
| ---- | -------------- | ----------------------- |
| 1998 | Nagano         | 7e Reuzenslalom         |
| 2002 | Salt Lake City | 9e Parallelreuzenslalom |

### Wereldkampioenschappen
| Jaar | Plaats               | Resultaten                                                  |
| ---- | -------------------- | ----------------------------------------------------------- |
| 1996 | Lienz                | 12e Parallelslalom                                          |
| 1997 | San Candido          | 33e Reuzenslalom · Slalom · Parallelslalom                  |
| 1999 | Berchtesgaden        | 40e Reuzenslalom 16e Parallelreuzenslalom 8e Parallelslalom |
| 2001 | Madonna di Campiglio | Reuzenslalom · 7e Parallelreuzenslalom · 23e Parallelslalom |
| 2003 | Kreischberg          | 8e Parallelslalom                                           |

### Wereldbeker
Eindklasseringen
| Seizoen   | Algemeen          | Reuzenslalom       | Slalom            | Parallel- reuzenslalom | Parallelslalom     | Parallel           |
| --------- | ----------------- | ------------------ | ----------------- | ---------------------- | ------------------ | ------------------ |
| 1994/1995 |                   | 13e 1420,00 punten | 18e 460,00 punten |                        |                    | 12e 1300,00 punten |
| 1995/1996 | 10e 768,00 punten | 9e 3600,00 punten  | 4e 4110,00 punten |                        |                    |                    |
| 1996/1997 | 7e 910,00 punten  | 6e 3960,00 punten  | 4e 4110,00 punten |                        |                    |                    |
| 1997/1998 | 6e 866,00 punten  | 9e 2810,00 punten  | 4e 3510,00 punten |                        |                    |                    |
| 1998/1999 | 42e 243,00 punten | 19e 1160,00 punten | 20e 890,00 punten |                        |                    |                    |
| 1999/2000 | 38e 260,00 punten | 26e 574,00 punten  |                   | 17e 1776,00 punten     |                    | 17e 1776,00 punten |
| 2000/2001 | 12e 579,00 punten | 8e 1330,00 punten  |                   |                        | 11e 3210,00 punten |                    |
| 2001/2002 | -                 | 15e 160,00 punten  |                   | 21e 1631,00 punten     | 16e 1140,00 punten | 31e 266,00 punten  |
| 2002/2003 | -                 |                    |                   | -                      | -                  | 27e 1256,00 punten |

| - | Dit seizoen niet deelgenomen aan dit onderdeel. |
|   | Onderdeel werd dit seizoen niet gehouden.       |

Wereldbekerzeges
| Datum            | Plaats | Onderdeel      |
| ---------------- | ------ | -------------- |
| 30 november 1997 | Sölden | Parallelslalom |

### Europabeker
Eindklasseringen
| Seizoen   | Algemeen          | Parallel          | Parallel- reuzenslalom |
| --------- | ----------------- | ----------------- | ---------------------- |
| 2001/2002 | 25e 100,00 punten | -                 | 42e 100,00 punten      |
| 2002/2003 | -                 | 53e 116,00 punten | -                      |

Europabekerzeges
| Datum            | Plaats | Onderdeel      |
| ---------------- | ------ | -------------- |
| 27 februari 2000 | Ostin  | Parallelslalom |